# Schetel

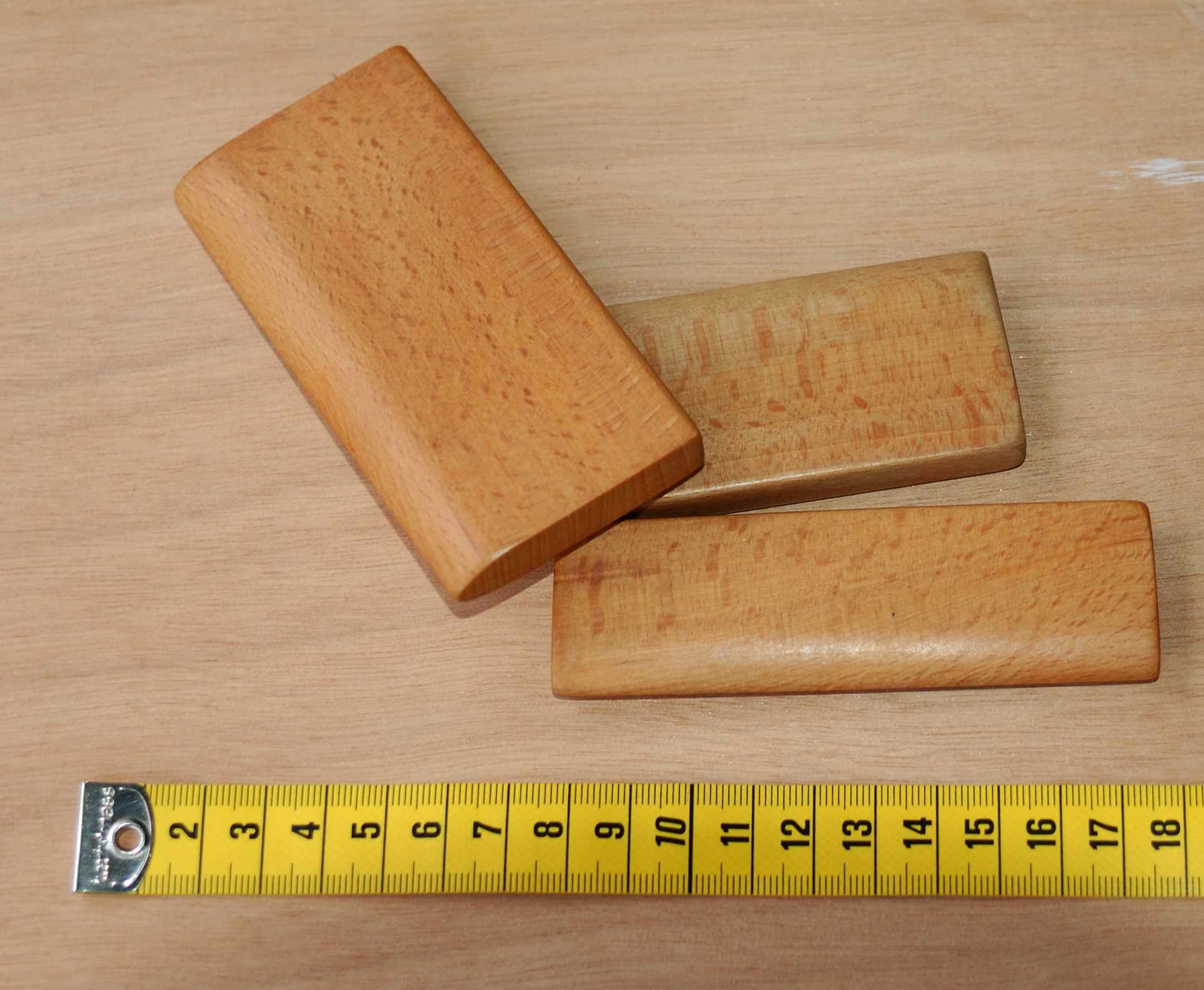
Verschiedene Schetel aus Buchenholz.

Als Schetel bezeichnet man ein kurzes Leistenstück, meist aus Holz, das als Maß für die Größe von Netzmaschen (z. B. bei Fischernetzen) verwendet wird.
Schetel haben eine Länge von 10 bis 20 cm und einen elliptischen Querschnitt. Die Breite beträgt etwa die Hälfte der zu fertigenden Maschengröße (bei gestreckter Masche zwischen zwei Knoten gemessen). Dies ist dadurch bedingt, dass beim manuellen Knoten eines Netzes stets zwei halbe Maschen zu einer ganzen zusammengefügt werden.